# Tomás Gutiérrez Alea
Tomás Gutiérrez Alea (L'Avana, 11 dicembre 1928 – L'Avana, 16 aprile 1996) è stato un regista cubano.
Uno dei fondatori dell'Istituto cubano di arte e cultura cinematografica nato nel 1959 e voluto dal governo di Fidel Castro.
Gutiérrez Alea si trasferì in Italia per studiare al Centro Sperimentale di Cinematografia di Roma, dove fu influenzato dal neorealismo.
Rientrato a Cuba nel 1986 realizzò tra gli altri La morte di un burocrate, film di critica alla burocrazia cubana, Memorie del sottosviluppo, in cui è analizzato il rapporto tra un intellettuale e la rivoluzione, Fragola e cioccolato, film denuncia della persecuzione da parte dei comunisti cubani nei confronti degli omosessuali.
Il suo lavoro è rappresentativo del movimento degli anni sessanta e settanta noto come nuovo cinema latinoamericano, cinema libero o anche cinema imperfetto. A causa delle scarse risorse tecniche e economiche, non comparabili con quelle di Hollywood, questa corrente cinematografica si caratterizza non per la ricerca della perfezione estetica, ma piuttosto per i contenuti e il tentativo di coinvolgere lo spettatore, presentando i problemi della società dell'epoca per incoraggiarlo, all'uscita dal cinema, a diventare attore della sua società e dare il suo contributo alla loro risoluzione.

## Le opere
I suoi film più conosciuti sono Morte di un burocrate (1966), una satira sulla burocrazia e sullo Stato. Memorie del sottosviluppo (1968), il suo capolavoro, che mostra la vita di un borghese nella Cuba tra l'invasione della baia dei porci e la crisi missilistica. In questo film il protagonista si allontana progressivamente dalla società cubana, che sta diventando sempre più un paese sottosviluppato.
In tutte le sue pellicole Gutiérrez Alea si pone in maniera critica nei confronti della società cubana, ma non per questo smette di essere socialista. Con i suoi film non si propone né di sostenere un'azione di mera propaganda, né di denigrare la società cubana, ma piuttosto di esporne i problemi per stimolare i cubani a risolverli e a migliorare la qualità della vita e della rivoluzione.